# 静岡市立長田西小学校
静岡市立長田西小学校（しずおかしりつ おさだにししょうがっこう）は、静岡県静岡市駿河区丸子6丁目にある公立小学校。

## 沿革
- 1886年（明治19年）4月 - 小学校令交付により「晁西尋常小学校」として設立[1]。
- 1887年（明治20年）12月 - 「丸子尋常小学校」と改称[1]。
- 1908年（明治41年）11月 - 「長田西尋常小学校」と改称[1]。
- 1912年（大正元年）9月 - 高等科を設置し、「長田西尋常高等小学校」と改称[1]。
- 1934年（昭和9年）10月 - 長田村が静岡市に編入され「静岡市立長田西尋常高等小学校」と改称[1]。
- 1936年（昭和11年）10月 - 校章制定（菱形の枠付田の形をかたどり、内に長と西を図案化）[1]。
- 1941年（昭和16年）4月 - 国民学校令により、「静岡市立長田西国民学校」と改称[1]。
- 1947年（昭和22年）4月 - 学制改革、学校教育基本法施行令規則により、「静岡市立長田西小学校」と改称[1]。
- 1957年（昭和32年）1月 - 校歌制定[1]。
- 1986年（昭和61年）11月28日 - 創立100周年記念式典[1]。

## 通学区域
駿河区

| - 宇津ノ谷 - 北丸子一丁目・二丁目 - 寺田 | - 丸子 - 丸子一～七丁目 - 丸子芹が谷町 |

## アクセス
- しずてつジャストライン中部国道線 「長田西小学校入口」停留所から、徒歩2分